# The Suicide Machines
The Suicide Machines sind eine Skacore-Band aus Detroit, die im März 1991 gegründet wurde und sich im Mai 2006 auflöste. Seit 2009 tritt die Band wieder gelegentlich auf.
Ihr erstes Album auf einem Major-Label, Destruction by Definition, wurde mehr als 200.000 mal verkauft. Es erreichte in den Alternative-Releases-Charts von „Soundscan“ Platz 15 der bestverkauften Alben des Jahres 1997. Das Magazin „Alternative Press“ nannte es eines der besten US-amerikanischen Pop-Alben des Jahres.

## Stil

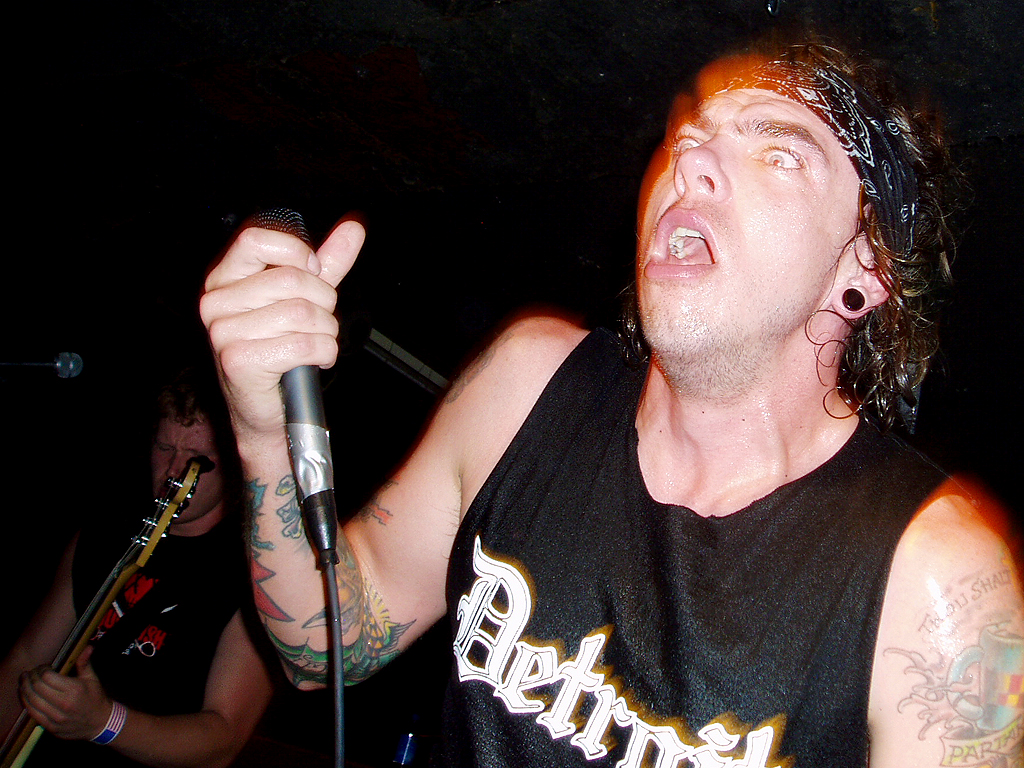
Sänger Jason Navarro

Generell lässt sich die Musik der Band als Stilmix aus Hardcore, Punkrock, Reggae und Ska mit politischen, häufig antikapitalistischen Texten beschreiben. Dennoch hat sich die Musik zwischenzeitlich stark gewandelt. Nachdem die ersten zwei Alben klassischen Skacore spielen, sind die Alben Suicide Machines und Steal This Record den Genres Pop-Punk und Alternative Rock zuzuordnen und verzichten weitgehend auf Skaparts und politische Texte. Die wiederum folgenden zwei Alben kehren zurück zum Skacore-Ansatz, sind allerdings deutlich Hardcore-lastiger als das Frühwerk der Band. Erst das Comebackalbum Revolution Spring schlägt den Bogen zurück zum Stil des Debüts.

## Diskografie
- 1996: Destruction by Definition (Hollywood Records)
- 1998: Battle Hymns (Hollywood Records)
- 2000: Suicide Machines (Hollywood Records)
- 2001: Steal This Record (Hollywood Records)
- 2003: A Match and Some Gasoline (SideOneDummy Records)
- 2005: War Profiteering Is Killing Us All (SideOneDummy Records)
- 2005: On the Eve of Destruction 1991–1995 (Noise Riot Records)
- 2020: Revolution Spring (Fat Wreck Chords)

## Musikvideos
- 1996: No Face (Destruction by Definition)
- 1996: S.O.S (Destruction by Definition)
- 1998: Give (Battle Hymns)
- 2000: Sometimes I Don't Mind (The Suicide Machines)
- 2003: Keep It a Crime (A Match and Some Gasoline)
- 2005: War Profiteering Is Killing Us All (War Profiteering is Killing Us All)
- 2020: To Play Caesar (Is to Be Stabbed to Death)

## Chartplatzierungen
- 1997: No Face (Billboard U.S. Modern Rock Tracks Chartplatzierungen #31)
- 2000: Sometimes I Don't Mind (Billboard U.S. Modern Rock Tracks Chartplatzierungen #27)